# Jean Sandberg
Jean Fredrik Sandberg, född den 4 augusti 1852 i Stockholm, död den 5 december 1917 i Stockholm, var en svensk skådespelare och målare.

## Biografi
Sandberg kom som trettonåring till en barnteater upprättad av Christian Åmundson, där han blev kvar i två år. Efter olika engagemang i Stockholm och i landsorten kom han 1881 till Frans Hedbergs då nybildade teaterföretag i Göteborg, vid vars Stora teater han stannade under ett tiotal år, även under Lorentz Lundgrens mångåriga direktörskap. Han var en av teaterns mest omtyckta komiska skådespelare, och bland hans roller märks vaktmästaren Snacke i Gustav von Mosers Föreningsfesten, vaktmästare Jonsson i Frans Hodells Visitlådan, Menelaus i Jacques Offenbachs Sköna Helena, Sansquartier i Louis Angelys Nya garnisonen, Pietro i Offenbachs Frihetsbröderna och Löpar-Nisse i Fredrik August Dahlgrens Värmlänningarna.
Under 1890-talets första hälft var han anställd vid Albert Ranfts teatrar, tills han i maj 1897 lämnade scenen och var under något år verksam som konstnär. Hans konst består av mariner och landskapsmålningar. 
Han var gift första gången med Johanna Christina Widgren och andra gången med Johanna Maria Lundström. 

## Teater

### Roller (ej komplett)
| År   | Roll                  | Produktion                                | Regi         | Teater                  |
| ---- | --------------------- | ----------------------------------------- | ------------ | ----------------------- |
| 1889 | Moss                  | Ett köpmanshus i skärgården Frans Hedberg | Albert Ranft | Stora Teatern, Göteborg |
| 1892 | Engelsöe, student     | Ett silverbröllop Emma Gad                |              | Djurgårdsteatern        |
| 1894 | En av två såta vänner | På Helgeandsholmen, revy Eric Sandberg    |              | Djurgårdsteatern        |
| 1896 | Jean, betjänt         | Fernands giftermål Georges Feydeau        |              | Vasateatern             |
| 1896 | Tomte Mats            | Med Sveriges allmoge Hugo Fröding         |              | Arenateatern            |

### Fotnoter
1. ↑  ”Teater och Musik”. Dagens Nyheter:  s. 2. 13 december 1889. http://arkivet.dn.se/arkivet/tidning/1889-12-13/7594/2. Läst 29 juli 2015.
2. ↑  ”Teater och Musik”. Dagens Nyheter:  s. 3. 4 juni 1892. http://tidningar.kb.se/8224221/1892-06-04/edition/0/part/1/page/2/?q=silfverbr%C3%B6llop%20djurg%C3%A5rdsteatern&sort=asc&freeonly=1&page=2. Läst 15 september 2015.
3. ↑  ”Teaterannons”. Dagens Nyheter:  s. 3. 9 juni 1894. http://arkivet.dn.se/arkivet/tidning/1894-06-09/8952a/3. Läst 23 augusti 2015.
4. ↑  ”Teater och Musik”. Dagens nyheter:  s. 3. 4 februari 1896. https://arkivet.dn.se/tidning/1896-02-04/9457A/3. Läst 24 februari 2019.
5. ↑  ”Teater och Musik”. Dagens Nyheter:  s. 5. 11 maj 1896. http://tidningar.kb.se/8224221/1896-05-11/edition/0/part/1/page/3/?q=%22Med%20Sveriges%20allmoge%22%20arenateatern&sort=asc. Läst 15 november 2015.